# 자단 (목재)

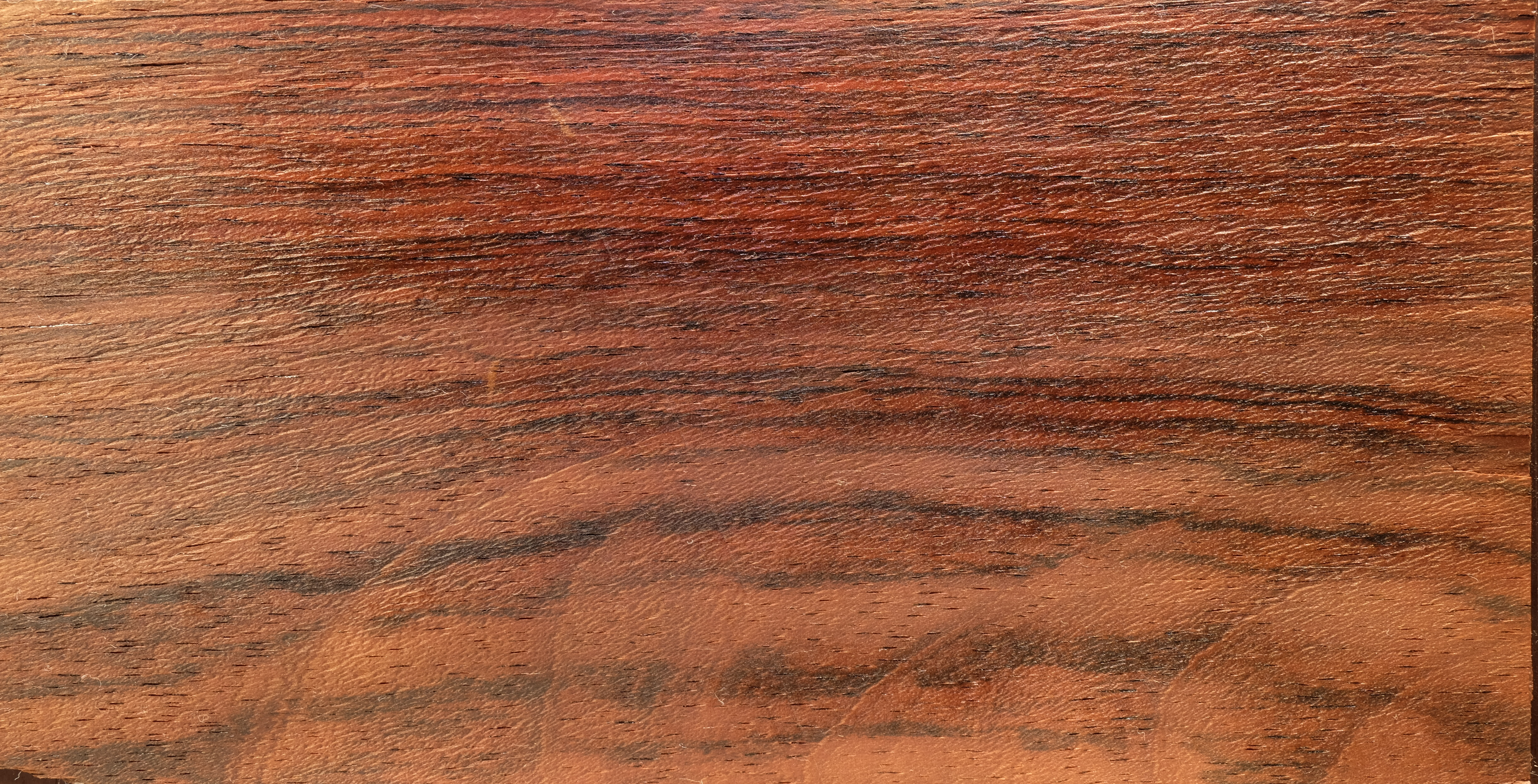
전통적인 자단의 표면 (브라질흑황단)

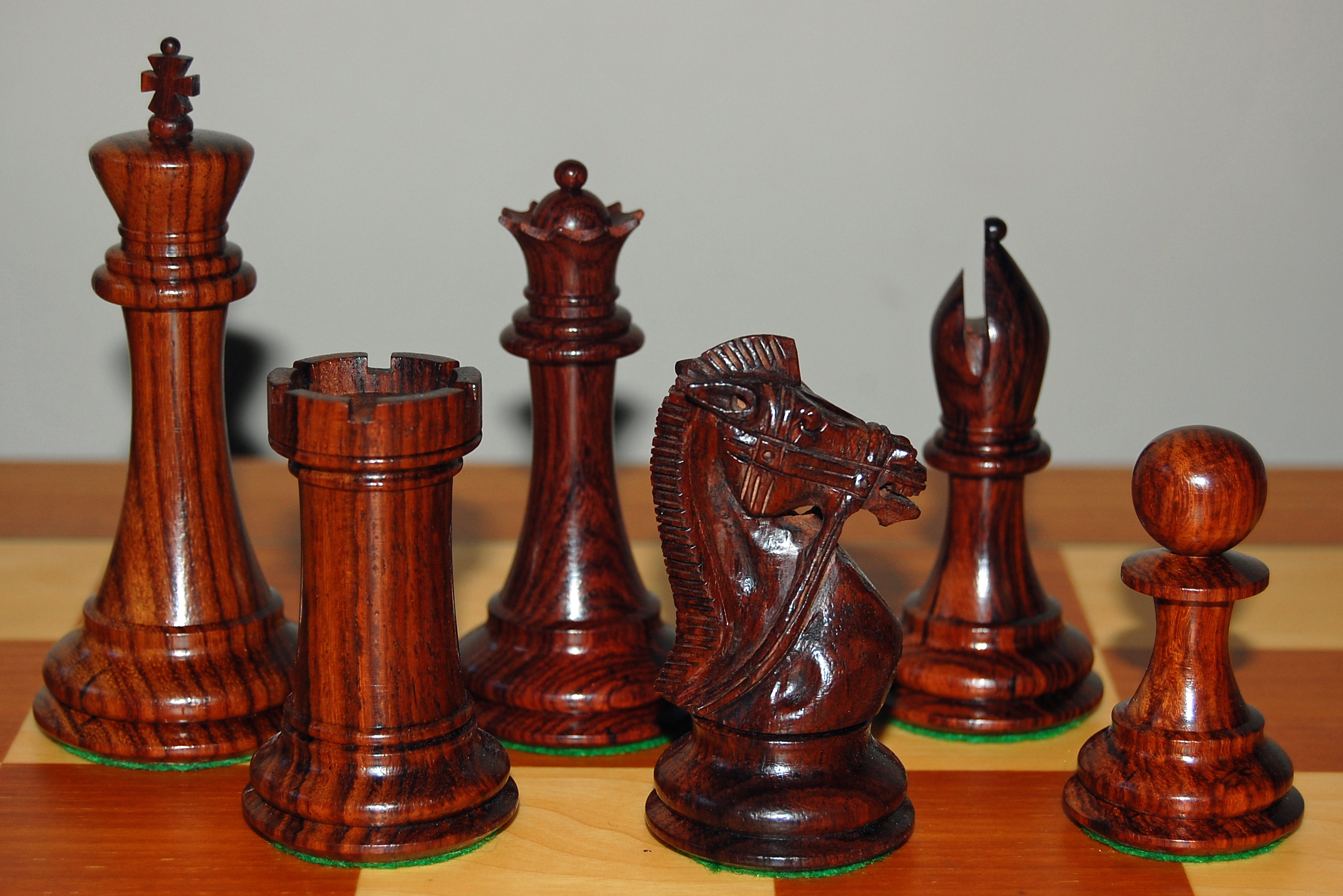
동인도황단 자단으로 된 체스 기물.

자단(紫檀) 또는 로즈우드(rosewood)는 색조가 풍부한 목재를 가리키며 갈색의 어두운 줄무늬가 있지만 색조는 다양한 편이다.

## 이용
모든 자단은 튼튼하고 무거우며 훌륭한 광택을 보이기 때문에 기타, 마림바, 리코더, 목재 가공류, 핸들, 가구, 나무 바닥 등에 쓰인다. 향수에 쓰이는 로즈우드 오일(:en:Rosewood oil)은 파우호자나무(:en:Aniba rosaeodora)의 목재에서 추출되며 오래된 가구 등을 위해 사용되는 자단과는 관련이 없다.
전 세계적으로 자단은 과잉 개발이 수반된다. 일부 종들은 수관을 형성하고(최대 30미터 높이) 교역을 통해 큰 종들을 종종 볼 수 있다. 자단은 현재 세계적으로 보호받고 있다. 남아프리카의 CITES 300종의 자단 나무를 교역 제한 품목으로 나열하여 보호하는 움직임을 보였다.
자단으로부터 나오는 가루는 알레르기 자극제로 간주되며 천식과 기타 호흡 질환을 야기할 수 있다. 사람이 자단 가루에 노출될수록 노출에 더 민감해질 수 있다.

## 같이 보기
- 로즈우드